# أويتين
ايوتين (بالألمانية: Eutin) هي بلدة ألمانية تقع في ألمانيا في شليسفيغ هولشتاين. يقدر عدد سكانها بـ 17,213 نسمة .

## المدن التوأمة
مدن بوتبوس، Nykøbing Falster، لورانس (كانساس) وGuldborgsund Municipality هي مدن توأمة لـايوتين.

## أعلام
- هاني إيلرز
- جوناثان ستوك
- دانييل ريختر
- يوهان فريدريش يوليوس شميدت
- فريدريك كوهن
- إريك تساندر
- هانس فوس
- إريك فون هولست